# Momjan
Momjan (stariji hrv. čak. Mumlan, tal. Momiano) je naselje u Republici Hrvatskoj, u sastavu Grada Buja, Istarska županija.

## Stanovništvo
Prema popisu stanovništva iz 2001. godine, naselje je imalo 289 stanovnika te 93 obiteljskih kućanstava.
Prema popisu stanovništva iz 2011. godine, naselje je imalo 283 stanovnika.
| broj stanovnika | 801   | 848   | 954   | 995   | 1060  | 1065  | 1075  | 1041  | 709   | 431   | 386   | 268   | 255   | 284   | 289   | 283   | 239   |
|                 | 1857. | 1869. | 1880. | 1890. | 1900. | 1910. | 1921. | 1931. | 1948. | 1953. | 1961. | 1971. | 1981. | 1991. | 2001. | 2011. | 2021. |

## Znamenitosti
- Momjanski kaštel[8] (13. stoljeće)